# Каріамові
Каріамові (Cariamidae) — родина птахів, єдина сучасна родина у ряді каріамоподібних (Cariamiformes). Включає два сучасні види.

## Таксономія
Раніше родину відносили до ряду журавлеподібних (Gruiformes). У 1990 році згідно з класифікацією Сіблі та Алквіста, на основі морфологічних відмінностей, родину виокремили у монотиповий ряд Cariamiformes. Згодом до ряду віднесли низку викопних форм, що відомі з палеоцену.

## Поширення
Каріамові поширені у Південній Америці. Трапляються у Бразилії, Аргентині, Болівії, Парагваї та Уругваї.

## Види
- Каріама (Cariama)
  - Каріама червононога (Cariama cristata)
- Чорнонога каріама (Chunga)
  - Каріама чорнонога (Chunga burmeisteri)